# (427614) 2003 SR422
(427614) 2003 SR422, também escrito como (427614) 2003 SR422, é um objeto transnetuniano que está localizado no cinturão de Kuiper, uma região do Sistema Solar. Ele possui uma magnitude absoluta de 7,1 e tem um diâmetro estimado com cerca de 167 km.

## Descoberta
(427614) 2003 SR422 foi descoberto no dia 28 de setembro de 2003 pelo Observatório de Cerro Tololo.

## Órbita
A órbita de (427614) 2003 SR422 tem uma excentricidade de 0,056 e possui um semieixo maior de 40,076 UA. O seu periélio leva o mesmo a uma distância de 37,820 UA em relação ao Sol e seu afélio a 42,331 UA.